# Mercadal (De Baleariske Øer)
Mercadal (catalansk: es Mercadal) er en by og kommune i det østlige Spanien på øen Menorca i provinsen De Baleariske Øer. Den har et indbyggertal på 6.215 (2024) indbyggere.